# Wally Zepler
Wally Zepler (* 8. November 1865 in Hirschberg, Niederschlesien; † 23. September 1940 in Bendorf) war eine deutsche Publizistin und sozialdemokratische Politikerin.

## Leben

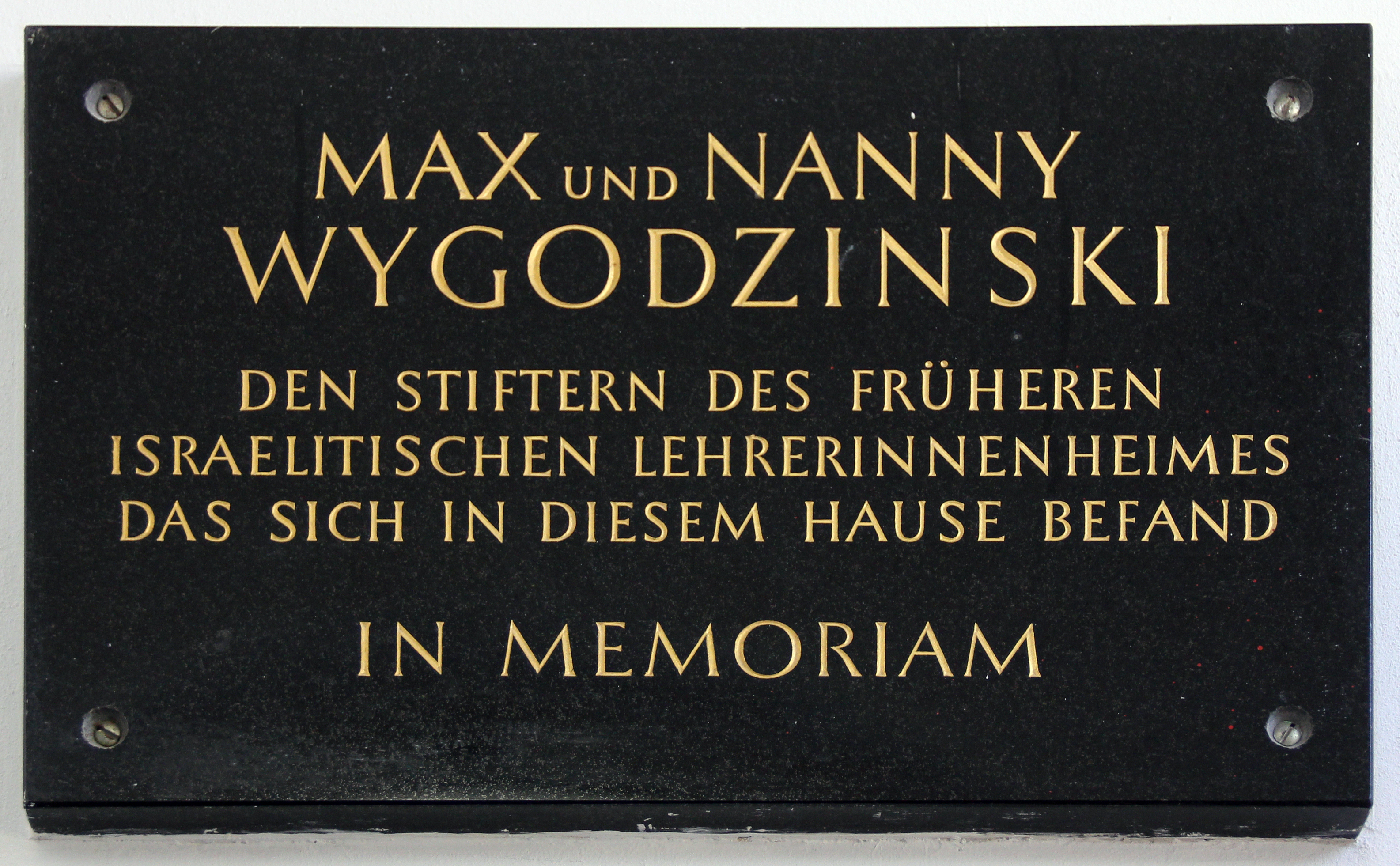
Gedenktafel am Haus, Baseler Straße 13, in Berlin-Lichterfelde

Zepler wuchs als Tochter von Max Meir Wÿgodzinski (1834–1909) und seiner Frau Nanny Wÿgodzinski geb. Sorauer in großbürgerlichen, jüdischen Verhältnissen in Berlin auf. Ihre Schwestern waren Paula Maaß verwitwete Hirsch (1862–1920), die in Theresienstadt ermordete Medizinerin Martha Hedwig Wygodzinski (1869–1943) und Alma Działoszyński (1871–?). Der Vater Max Wÿgodzinski war der Stifter des „Israelitischen Lehrerinnenheims“ in Berlin.
Zepler heiratete am 15. August 1891 Georg Zepler (1859–1925), einen Frauenarzt und SPD-Abgeordneten für Berlin-Charlottenburg, der zeitweise auch die Zeitung „Der Demokrat“ herausgab. Die beiden arbeiteten unter anderem mit der Publizistin Lu Märtens zusammen.
Neben ihrer schriftstellerischen Tätigkeit, organisierte Zepler von 1908 an die Rubrik „Frauenbewegung“ in den Sozialistischen Monatsheften, die dem revisionistischen Flügel der SPD zugerechnet werden. Die Nationalsozialisten verboten das Buch Die Frau und der Krieg, das Wally Zepler 1916 veröffentlicht hatte.

## Werke
- Welchen Werth hat die Bildung für die Arbeiterin? Vorwärts, Berlin 1899. (Digitalisat)
- Die weibliche Persönlichkeit und das Wahlrecht. In: Frauenwahlrecht! Hrsg. zum Ersten Sozialdemokratischen Frauentag von Clara Zetkin. 19. März 1911, S. 5. (Digitalisat und Volltext im Deutschen Textarchiv)
- Die Frauen und der Krieg. Berlin-Karlshorst : Internat. Korrespondenz, 1916.
- Der Weg zum Sozialismus. Berlin 1919.
- Sozialismus und die Frauenfrage. Berlin: Verlag Paul Cassirer, 1919.
- Akademiker und Sozialdemokratie, Berlin : Vorwärts, 1919.